# Kyle Reese
Kyle Reese az 1984-ben készült Terminátor – A halálosztó című film egyik főszereplője, John Connor apja és rövid ideig Sarah Connor védelmezője. Alakítja: Michael Biehn (Terminátor – A halálosztó), Anton Yelchin (Terminátor: Megváltás), Jonathan Jackson (Terminátor: Sarah Conor krónikái – Tv sorozat) és Jay Courtney (Terminátor: Genisys)

## Története
|  | Alább a cselekmény részletei következnek! |

Kyle Reese az apokaliptika utáni háborúban volt katona a Terminátor világában, ahol az embereket egy nukleáris háború megtizedelte a harmadik világháború alatt. Ezt egy Terminator néven ismert mesterséges intelligenciával rendelkező robot mesélte el. Egy érzésekkel rendelkező számítógépes hálózat, a Skynet, egy újabb népirtást követett el, mikor a keleti blokk és a nyugati világ között egy újabb háborút robbantott ki. Reese ekkor még gyerek volt, a bátyja, Derek Reese segítségével menekült meg. John Connor, a fia, kiválasztotta, hogy utazzon vissza a múltba, megvédeni édesanyját, Sarah Connort egy szintén a múltba visszaküldött terminátortól. A robotot jelentősen megrongálta, de megölni nem tudta és belehalt a harcokba. A Terminátor: Megváltás filmben betekintést kapunk fiatalkorába, mikor Los Angelesben a helyi ellenállást vezeti egy néma kislánnyal, Csillaggal. A Skynet fogságba ejti, de John Connor megszökteti.
|  | Itt a vége a cselekmény részletezésének! |